# Saule (stacja kolejowa)
Saule – stacja kolejowa w miejscowości Saule, w gminie Valka, na Łotwie. Położona jest na linii Ryga - Valga.
Od grudnia 2019 ruch pasażerski ze stacji jest zawieszony.

## Historia
Stacja powstała w 1900 na Kolei Pskowsko-Ryskiej. Początkowo nosiła nazwę Saulek (ros. Саулек). W 1919 zmieniono jej nazwę na obecną.